# Kattaqoʻrgʻon
Kattaqoʻrgʻon (Katta Kurgan, Kattakurgan) – miasto w Uzbekistanie (wilajet samarkandzki), w dolinie Zarafszanu.
Liczba mieszkańców w 2003 roku wynosiła ok. 70 tys.